# Antônio Carlos de Oliveira
Antônio Carlos Nantes de Oliveira (Campo Grande, 27 de outubro de 1948) é um advogado, economista, escritor e político brasileiro que foi deputado federal por Mato Grosso e Mato Grosso do Sul.

## Biografia
Filho de Onofre Antônio de Oliveira e Rosa Nantes de Oliveira, nasceu em Campo Grande, MS, onde fez o ensino básico e de segundo grau. Enquanto estudava, trabalhou, primeiro, no comércio e, depois, na imprensa local, tendo sido locutor de rádio e redator do Jornal do Comércio, hoje extinto. Durante a primeira metade dos anos setenta, graduou-se em Ciências Econômicas e Sociais, em Marília, SP, e, em Direito, pela  Faculdade Brasileira de Ciências Jurídicas, no Rio de Janeiro. Filiado ao MDB, aos vinte e um anos de idade, em 1969, elegeu-se vereador em Campo Grande, MS.  Em 1974, também pelo MDB, foi eleito deputado federal por Mato Grosso e, em 1978, ainda no MDB, foi reeleito deputado federal, agora pelo Mato Grosso do Sul. Na Câmara dos Deputados ocupou a presidência da Comissão de Economia, Indústria e Comércio, em 1977. Com o fim do bipartidarismo deixou o MDB e foi um dos fundadores do PT.  Em 1982 candidatou-se ao cargo de governador do Mato Grosso do Sul, mas não foi eleito. Em fevereiro de 1983, aos 35 anos, desfiliou-se do PT e se afastou da política partidária.  Em 1984, por concurso de provas e títulos, foi aprovado para o cargo de Consultor Legislativo do Senado Federal, onde foi Diretor Administrativo e, interinamente, Diretor Geral. Após a Constituinte de 1988, em parceria com o professor universitário e também ex-deputado federal João Gilberto Lucas Coelho (Santa Maria, RS), escreveu o livro A NOVA CONSTITUIÇÃO, uma análise do texto constitucional aprovado e o perfil de todos os constituintes. Em 1992, licenciado do Senado Federal, foi nomeado pelo presidente Itamar Franco, primeiro, para a Secretaria de Articulação com Estados e Municípios, no Ministério da Integração Regional, e, depois, para a Secretaria Executiva da Secretaria de Administração Federal. De volta ao Senado, aí permaneceu até a aposentadoria em 2008. A partir de então, na condição de autodidata, dedicou-se aos estudos a respeito do funcionamento do cérebro e do comportamento humano, o que, em 2013, o levou a publicar (Edição do autor) o livro MANUAL DE MUDANÇA COMPORTAMENTAL PASSIVA. Dedicado à literatura, é autor de poemas, poesias, contos e um romance  ainda inacabado, os quais, podem, vir a ser publicados. Em outubro de 2016, embora não filiado a nenhum partido político, nomeado pelo presidente Michel Temer, assumiu a direção da Superintendência do Desenvolvimento do Centro-Oeste - SUDECO. É pai de Rosana Nantes Pavarino, Marcelo Nantes de Oliveira e Márcio Otávio Nantes de Oliveira, que lhe deu os netos Bruna e Vitor. Desde 1992, é casado com Rose Ribeiro Nantes, goiana de Catalão, com quem tem o filho Igor Ribeiro Nantes de Oliveira.     